# Gerrit Schipaanboord
Gerrit Schipaanboord (Leiden, 1 maart 1916 - Rotterdam, 9 november 1973) was een Nederlandse predikant van de Gereformeerde Gemeenten.
Hij begon zijn kerkelijke loopbaan als ouderling van de Gereformeerde Gemeente in Leiden. In 1961 werd hij predikant in Apeldoorn. In 1969 vertrok hij naar Rotterdam-Zuid en was daar predikant tot 1973. Schipaanboord was een populair spreker en geliefd bij de jeugd. Zoals gebruikelijk in de Gereformeerde Gemeente werd ook door hem de preek in drie punten verdeeld. Een voorbeeld hiervan is zijn preek met de titel "Grimmigheid is bij Mij niet" (Jesaja 27:4) die hij als volgt onderverdeelde: door de Vader gesproken (1), door de Zoon bevestigd (2) en door de Geest toegepast (3).
In zijn preken zei hij vaak "wie het vatte kan die vatte het". Voorts bezigde hij in zijn preken opmerkingen die als raak en origineel werden ervaren. Over het manna in de woestijn (het wonderbaarlijke voedsel dat de Israëlieten volgens het Bijbelboek Exodus tijdens hun tocht door de Sinaïwoestijn door de week 's morgens verzamelden) zei hij dat er twee dingen nodig zouden zijn om dat te rapen en die volgens hem ook zouden gelden voor het bemachtigen van het 'geestelijk manna', namelijk bukken en een lege kruik.
Gerrit Schipaanboord rust op begraafplaats Duinhof te Lisse.

## Werken
- De heerlijkheid van Gods gunstgenoten, 1975, 111 p., Hoekman - Goes
- Door lijden geheiligd: verslag van de begrafenis van Ds. G. Schipaanboord, predikant der Geref. Gemeenten, alsmede de twee laatste predikaties van hem zelf, 1981, 84 p., Hoekman - Goes
- De ruiter op het witte paard: zes preken, 1989, 96 p., Den Hertog - Houten, ISBN 90-331-0673-6 (over het Bijbelboek Openbaring van Johannes)

- International Standard Name Identifier: 0000 0003 8898 0260
- Nederlandse Thesaurus van Auteursnamen: 074704575
- Virtual International Authority File: 282313937
- WorldCat: E39PBJpyvvPy34GVDPdTBRkqwC